# Salim Arrache
Salim Arrache (arabiska: سليم عراش), född i Marseille, Frankrike den 14 juli 1982, är en algerisk fotbollsspelare (mittfältare). Han spelar för det algeriska A-landslaget. Han har tidigare spelat för SC Bastia, Olympique de Marseille, Stade de Reims, Toulouse FC, RC Strasbourg och US Marignane.